# Алланш
Алла́нш (фр. Allanche, окс. Alancha) — коммуна во Франции, находится в регионе Овернь. Департамент — Канталь. Административный центр кантона Алланш. Округ коммуны — Сен-Флур.
Код INSEE коммуны — 15001.
Коммуна расположена приблизительно в 410 км к югу от Парижа, в 65 км южнее Клермон-Феррана, в 55 км к северо-востоку от Орийака.

## Население
Население коммуны на 2008 год составляло 903 человека.
| 1962 | 1968 | 1975 | 1982 | 1990 | 1999 | 2008 |
| ---- | ---- | ---- | ---- | ---- | ---- | ---- |
| 1495 | 1513 | 1398 | 1286 | 1220 | 1101 | 903  |

## Экономика
В 2007 году среди 533 человек в трудоспособном возрасте (15—64 лет) 384 были экономически активными, 149 — неактивными (показатель активности — 72,0 %, в 1999 году было 68,4 %). Из 384 активных работали 353 человека (192 мужчины и 161 женщина), безработных было 31 (17 мужчин и 14 женщин). Среди 149 неактивных 30 человек были учениками или студентами, 62 — пенсионерами, 57 были неактивными по другим причинам.

## Достопримечательности
- Церковь Сен-Жюльен-де-Шане (XII век). Памятник истории с 1966 года[3]
- Церковь Св. Иоанна Крестителя (XII век). Памятник истории с 2002 года[4]
- Руины замка Mercoeur (XV век). Памятник истории с 1949 года[5]

## Фотогалерея

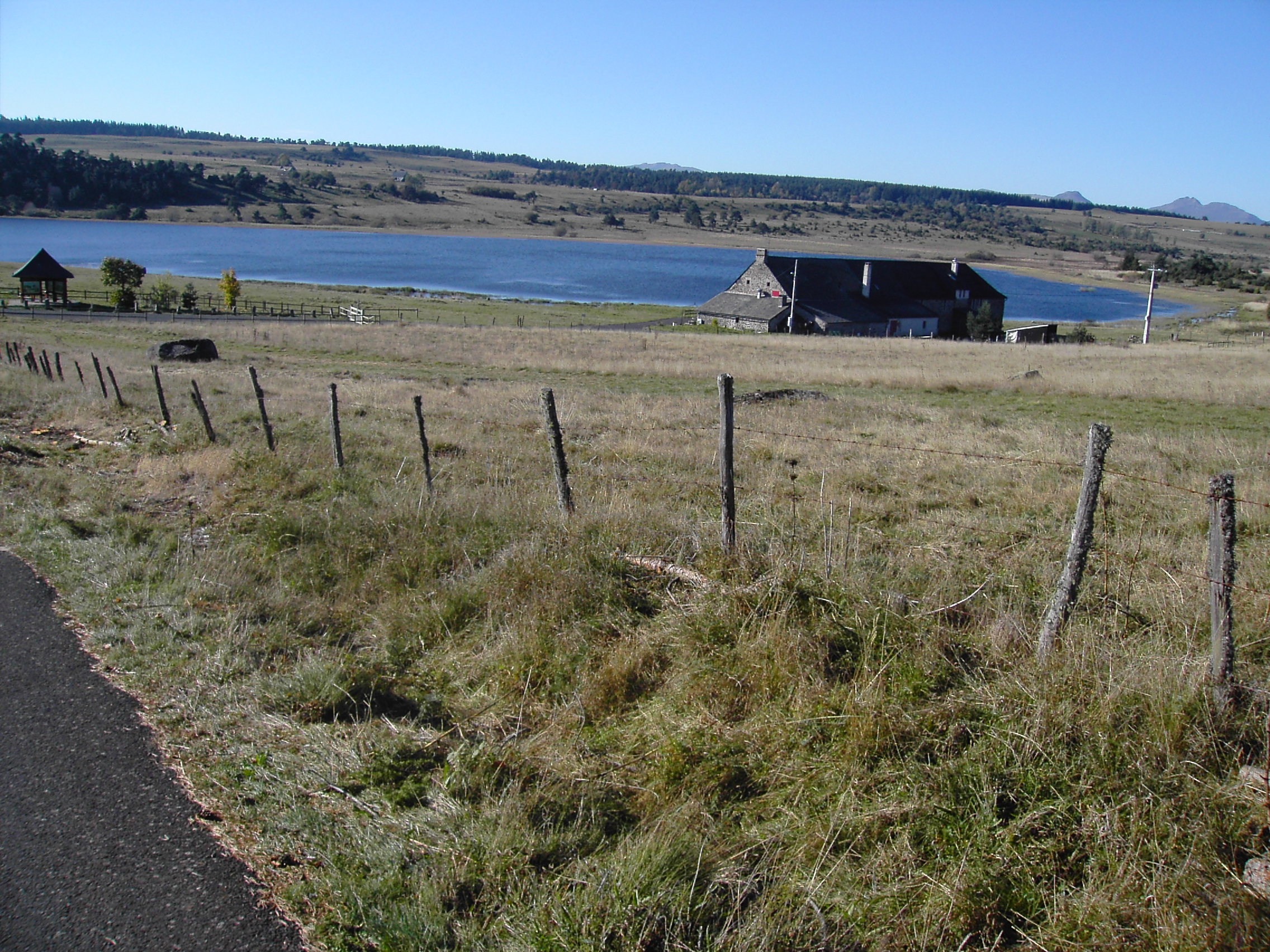
Озеро Пеше
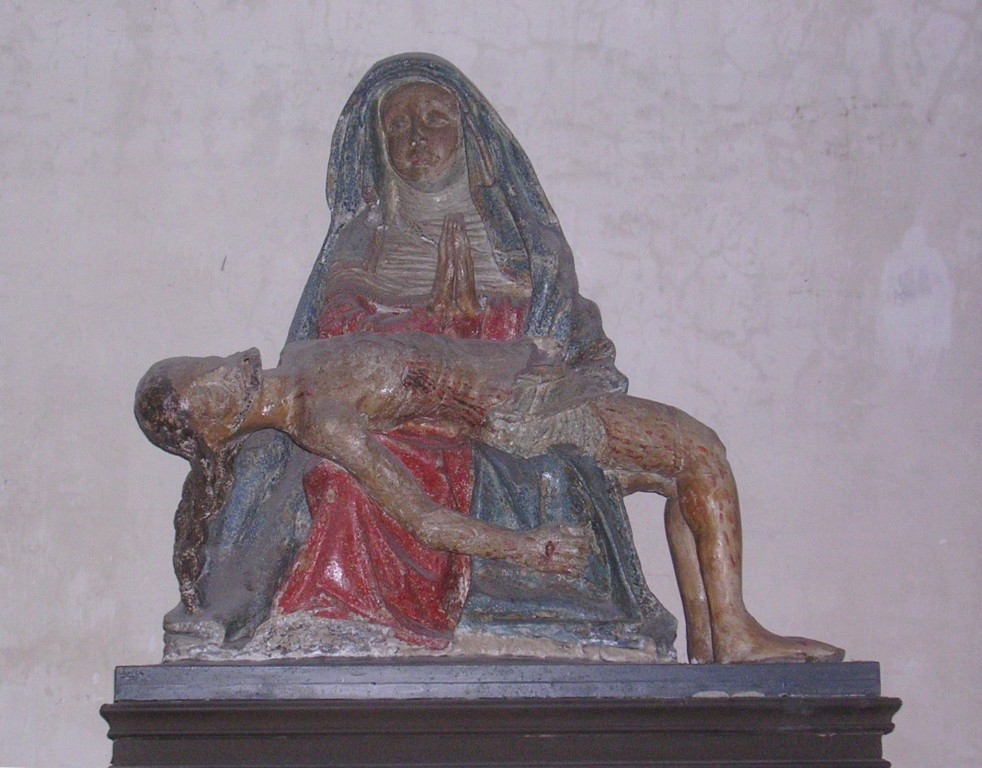
Пьета
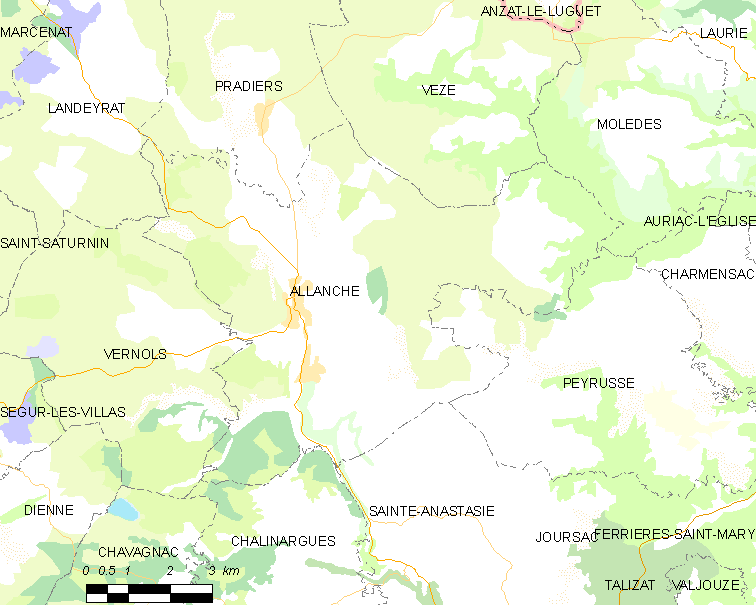
Карта коммуны